# Apenthecia latifascia
Apenthecia latifascia är en tvåvingeart som beskrevs av Tsacas 1983. Apenthecia latifascia ingår i släktet Apenthecia och familjen daggflugor. Inga underarter finns listade i Catalogue of Life.